# Hon, den enda
Hon, den enda är en svensk film från 1926 i regi av Gustaf Molander. 

## Om filmen
Filmen premiärvisades 8 november 1926. Filmen spelades in i Filmstaden Råsunda med exteriörer från Falsterbo, Nynäshamn, Paris, Biarritz och slottet Abardie i Frankrike av J. Julius. Som förlaga har man Alfred de Mussets novell Il ne faut jurer de rien

## Filmteam
- Regi:	Gustaf Molander
- Manus:	Ragnar Hyltén-Cavallius
- Produktionsledare:	Oscar Hemberg & Paul Merzbach
- Foto:	J. Julius
- Arkitekt:	Vilhelm Bryde
- Regiassistent:	Stellan Claësson
- Inspicient:	Harry Malmstedt
- Biträdande fotograf:	Carl-Axel Söderström & Åke Dahlqvist
- Musikarrangör:	Rudolf Sahlberg (Röda Kvarn, Stockholm)[1]

## Roller i urval
- Alfons Fryland - Valentin van Zanten
- Vera Voronina - Dolores del Prado
- Ivan Hedqvist - Louis van Zanten, antikhandlare
- Margit Manstad - Inez Maria
- Gunnar Unger - Donald Brooke
- Edvin Adolphson - vännen
- Lydia Potechina - Rosa del Prado
- Axel Hultman - värdshusvärd
- Sven Bergvall - svartsjuk herre i Biarritz
- Maja Cassel - herrens i Biarritz hustru
- Ragnar Arvedson - sekreterare
- Tom Walter - pojke på värdshuset
- Brita Appelgren - Dolores som barn
- Justus Hagman - betjänt
- Maud de Forest - solodansös[2]

## Inspelningsplatser
- Filmstaden, Råsunda, Sverige
- Paris, Frankrike
- Biarritz, Frankrike
- Château d'Abadie, Hendaye, Pyrénées-Atlantique, Frankrike
- Falsterbo, Sverige
- Nynäshamn, Sverige[3]